# Черногорский перун
Перун (серб. Перун) — золотая монета, которую планировал ввести в качестве денежной единицы Черногории князь Пётр II Петрович Негош в 1851 году. Князь умер в том же году, и страна осталась без собственной валюты, используя австрийский гульден, а затем австро-венгерскую крону вплоть до того, когда Никола I Петрович ввёл в 1909 году черногорский перпер.
Монета была названа в честь славянского бога Перуна. В случае введения перун был бы равен двум талерам.